# Mausoleo di Khoja Ahmed Yasawi
Il Mausoleo di Khoja Ahmed Yasawi (in kazako: Қожа Ахмет Яссауи кесенесі) è un edificio che si trova nel Kazakistan meridionale, nella città di Hazrat-e Turkestan (l'odierna Turkistan), un antico centro di commercio carovaniero noto in precedenza come Khazret e poi come Yasi. La struttura si trova nelle vicinanze di una cittadella storica, che ora è un sito archeologico.
Nel 2002 divenne il primo sito kazako ad essere inserito nell'elenco dei Patrimoni dell'umanità dell'UNESCO.

## Storia
La struttura che si può vedere oggi venne commissionata nel 1389 da Tamerlano, che governava l'area come parte dell'Impero timuride per rimpiazzare un più piccolo mausoleo risalente al XII secolo e dedicato al famoso poeta turco e mistico sufi, Khwaja Ahmad Yasavi, fondatore della confraternita islamica Yasawiyya.
Maestranze persiane guidate da Khwaja Hosein Shirazi eressero un edificio rettangolare alto 39 metri costruito in ganch (mattoni cotti misti a malta e argilla) e lo coronarono con la più grande cupola mai costruita nell'Asia centrale, una doppia cupola di 18,2 metri di diametro e 28 metri di altezza, decorata con tegole colorate.

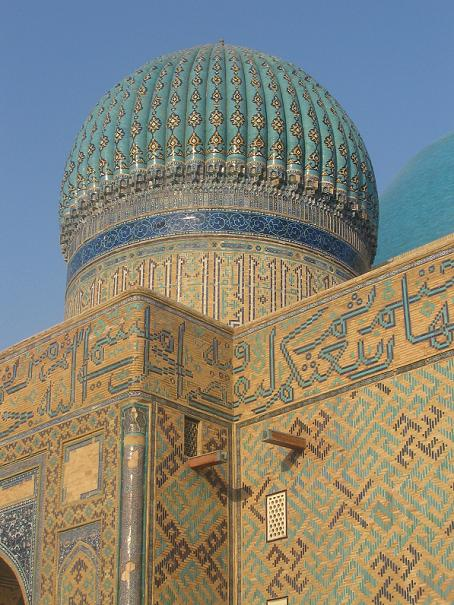
Una delle cupole minori che adornano il mausoleo

Il mausoleo, uno dei più grandi dell'epoca, venne lasciato incompiuto in seguito alla morte di Tamerlano nel 1405. Poiché i sovrani successivi si curarono poco dell'edificio, esso ci è giunto pressoché intatto, nelle sue forme originarie del periodo in cui venne costruito, diventando il prototipo di quest'arte distintiva che si diffuse in tutto l'impero e oltre, attirando pellegrini da tutta l'Asia centrale e arrivando ad incarnare l'identità nazionale kazaka. Al suo interno si trovano alcune tombe risalenti al Khanato del Kazakistan, fra cui è notevole la sepoltura di Ablai Khan.
Resti di strutture medievali come altri mausolei, moschee e terme caratterizzano l'area archeologica. A nord del Mausoleo di Khawaja Ahmed Yasawi, una sezione ricostruita delle mura della cittadella degli anni '70 separa l'area storica dagli sviluppi della città moderna.

### Khoja Ahmed Yasawi

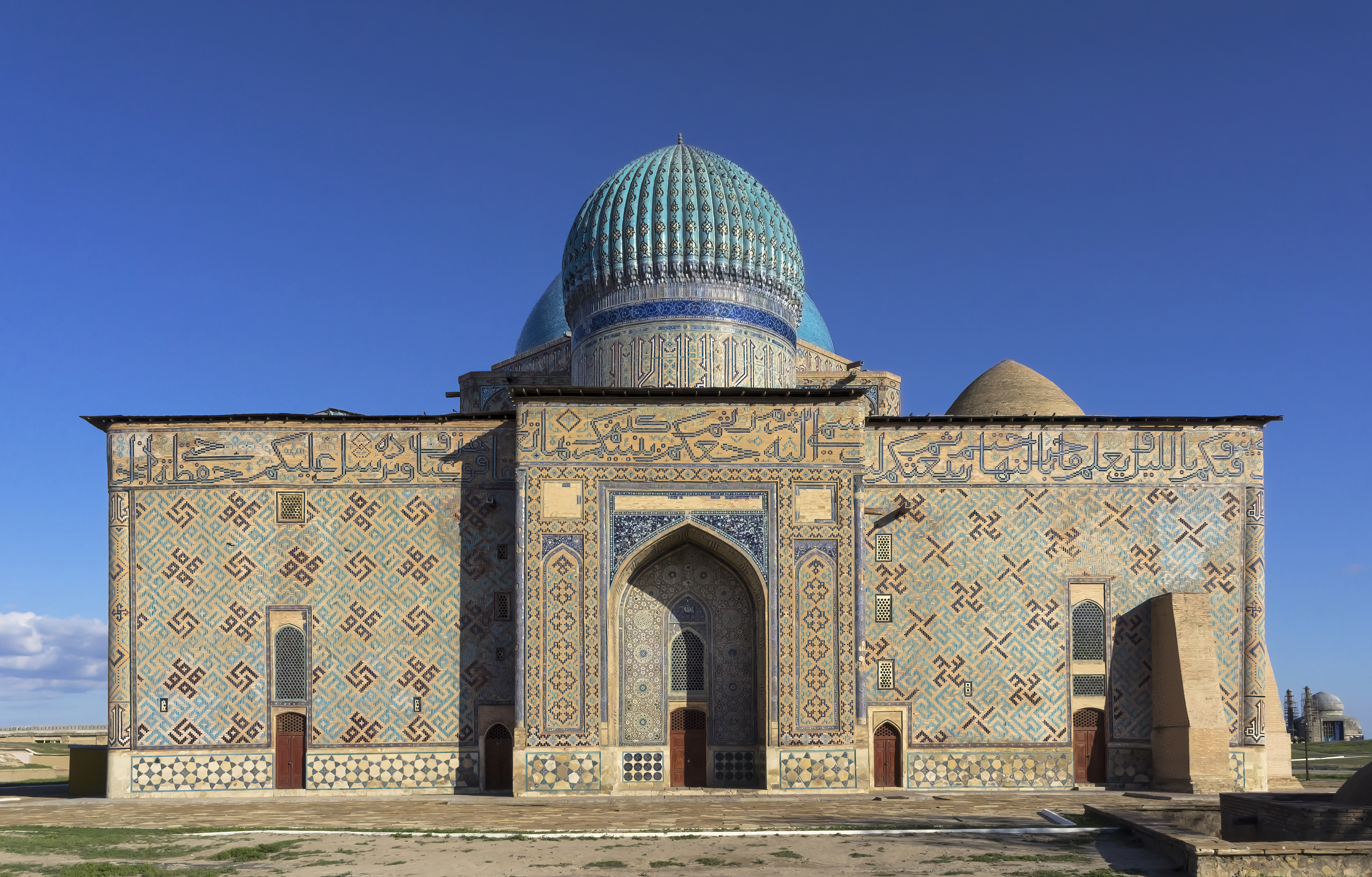
Vista posteriore del mausoleo dove si può osservare al meglio la tecnica banna'i - motivi di mattoni smaltati.

Khoja Ahmed Yasawi (Khawaja o Khwaja (in persiano: خواجه pronunciato khâje) corrisponde a "maestro", da cui in arabo: خواجة khawājah), scritto anche come Khawajah Akhmet Yassawi, fu il capo di una scuola regionale di sufismo, un movimento mistico nell'Islam che iniziò nel IX secolo. Nacque a Ispidjab (l'odierna Sayram) nel 1093 e trascorse la maggior parte della sua vita a Yasi, dove morì nel 1166. È ampiamente venerato in Asia centrale e nel mondo turcofono per la divulgazione del sufismo, che ha sostenuto la diffusione dell'Islam nell'area nonostante l'assalto contemporaneo dell'invasione mongola. La scuola teologica che creò trasformò Yasi nel più importante centro di apprendimento della regione. Fu anche un eccezionale poeta, filosofo e statista. Yasawi fu sepolto in un piccolo mausoleo, che divenne un luogo di pellegrinaggio per i musulmani.